# Philo Farnsworth
Philo Taylor Farnsworth, född 19 augusti 1906 i Indian Creek (nuvarande Manderfield) i Beaver County i  Utah, död 11 mars 1971 i Salt Lake City i Utah, var en amerikansk uppfinnare och en av televisionens pionjärer.